# Latin Kings
Les Latin Kings sont un gang de rue créé et basé à Chicago dans l'Illinois. Il possède également des branches sur New York, Philadelphie et dans une moindre mesure Los Angeles, formé  essentiellement de membres latinos. La couleur de leur bandeau est le jaune et noir. Ils font partie de l'alliance People Nation, qui regroupe plusieurs autres gangs et sont opposés à la Folk Nation. 
Les Latin Kings étaient à la base une organisation sociale qui luttait pour les droits civiques de la communauté issue de Porto Rico dans la ville de Chicago, dans les années 1940. Le gang s'est ensuite développé dans les États-Unis, en Amérique latine, mais aussi en Europe, spécifiquement en Espagne.
Dans les années 1970, les Latin Kings devinrent un gang de rue à proprement parler, en s'engageant dans diverses activités criminelles, en particulier le trafic de stupéfiants.

## Fondateurs
Felix Millet, Nelson Millan et Luis 'King Blood' Felipe ont fondé les Latin Kings à Chicago, puis quelques années plus tard, ils ont répandu leur organisation dans le Connecticut, à New York, dans le reste de l'État de New York, dans le New Jersey et le Northeastern. Ne pas oublier J.O.K (join our kingdom), gang qui se rallia aux Latin Kings.

## Histoire des Latin Kings
La première activité illégale répertoriée comme telle des Latin Kings date de 1961, mais devint organisée à plus grande échelle à partir de 1966. Les Latin Kings débutèrent dans le quartier d'Humboldt Park à Chicago, en tant que mouvement de « Ecuatorien ». Très tôt, ses membres furent impliqués dans des activités criminelles. À cette époque, les Vice Lords, les Jousters et les Gaylords, tous les trois également originaires de Chicago, constituaient les seuls ennemis des Latin Kings. Mais depuis, beaucoup de gangs latinos commencèrent à apparaître dans Chicago et commencèrent à devenir ennemis des Latins Kings.
Les gangs urbains, incluant les Latin Kings, peuvent recevoir des subventions s'ils travaillent et rencontrent des travailleurs sociaux. En plus de subventions monétaires, ils peuvent aussi avoir droit à des voyages, des sorties en bateau, et d'autres activités. Cela peut paraître étrange mais aux États-Unis, plus un gang est perçu comme étant dangereux, plus ses membres reçoivent de l'argent de l'État, censé les aider à arrêter leurs activités illégales. Cette politique de lutte contre les gangs a toutefois démontré son inefficacité et a été abandonnée, avec l'apparition de la loi dite RICO par exemple.

### Histoire des New York City Latin Kings
Pendant les années 1980, Felix Millet et Nelson Millan, deux codétenus de la prison d'État du Connecticut, créèrent l'Almighty Latin King Nation of Connecticut. Cette annonce de création d'un nouveau gang fit rapidement le tour des prisons du Connecticut, et les Latin Kings devinrent très vite le gang le plus important du Connecticut.
En 1986, Luis Felipe, qui se faisaient lui-même appeler « King Blood », né et élevé dans les rues de Chicago dans un quartier dirigé par les Latin Kings, chercha à les rejoindre mais ne fut jamais un véritable membre. Il quitta par la suite Chicago pour s'installer dans le Connecticut. Il eut beaucoup de problèmes avec la loi, et pendant son incarcération il prit conscience du Connecticut King Manifesto et y ajouta quelques pensées et idées personnelles. Il forma l'Almighty Latin King Nation of New York State à la Collins Correctional Institution, où il purgeait une longue peine pour avoir tenté de tuer sa concubine. En seulement quelques années, les Latin Kings se développèrent dans toutes les prisons de l'État de New York ainsi que dans les rues. Au début des années 1990, New York comptait plusieurs centaines de Latin Kings, pour en atteindre plusieurs milliers dans l'État de New York et du New Jersey au milieu des années 1990.
Même si Felipe était incarcéré, il permit le recrutement de beaucoup de Latin Kings qui, une fois remis en liberté, prenaient possession des rues et recrutaient. Ces membres permirent l'établissement du gang dans tout New York, New Jersey, ainsi que dans certaines zones de Pennsylvanie. Les Latin King Chapters de Miami, en Floride, sont également une branche des Latin Kings de New York et du New Jersey, car beaucoup de membres ont migré vers le sud de la Floride. Ils sont désignés par l'appellation « Bloodline » Latin Kings.

## Europe
En août 2006, les Latin Kings furent déclarés association légale en Catalogne (Espagne) sous le nom « C.A.L.K.Q.C » (Cultural Association of Latin Kings and Queens of Catalonia).

## Identité des Latin Kings
Les membres des Latin Kings de Chicago s'identifient par leurs tenues en noir et dorée. Ils ne portent pas de jaune, contrairement aux Latin Kings de New York, car à Chicago, cette couleur est portée par des satanistes. On les reconnaît aussi par leurs tatouages : des couronnes à 5 pointes, Le roi (la carte), des lions, des étoiles à 5 pointes, des abréviations telles A.L.K.N., L.K.N., A.L.K.Q.N., L.K., 12-11;
Les Latin Kings de New York sont identifiables par leurs vêtements noirs et jaune. La plupart d'entre eux portent également des colliers de perles en tant que signe d'identification.